# Microrregión de Ribeirão Preto
la Microrregión de Ribeirão Preto es una de las  microrregiones del estado brasileño de São Paulo perteneciente a la mesorregión Mesorregión de Ribeirão Preto. Su población fue estimada en 2008 por el IBGE en 977.446 habitantes y está dividida en dezesseis municipios. Posee un área total de 6.007,036 km².

## Municipios
- Barrinha
- Brodowski
- Cravinhos
- Dumont
- Guatapará
- Jardinópolis
- Luís Antônio
- Pontal
- Pradópolis
- Ribeirão Preto
- Santa Rita do Passa-Quatro
- Santa Rosa de Viterbo
- São Simão
- Serra Azul
- Serrana
- Sertãozinho

- Datos: Q1953550